# Allrum
Ett allrum är ett rum i en enfamiljsvilla med fler än en våning ovan jord som ofta finns på någon av de övre våningarna och påminner om ett vardagsrum.
Ibland leder trappan från första eller andra våningen in i en del av allrumet på andra eller tredje våningen. Allrumet kan också finnas på en inredd vindsvåning eller takvåning. Allrummet är, precis som vardagsrummet, normalt avsett för avkoppling och för att de som bor i bostaden ska kunna umgås. Många två- och trevåningsvillor har både allrum och vardagsrum. Oftast finns det i ett allrum fåtöljer och bord, och många har en stereoanläggning i allrummet. Matbord kan också finnas i allrum även om det är mindre vanligt än i till exempel vardagsrum. Ungefär under perioden 1950–1990 var det många gånger i detta rum, eller i vardagsrummet, som hemmets då oftast enda TV-apparat fanns i enfamiljsvillor. Numera, då många hushåll har flera TV-apparater, står dock fortfarande oftast den stora TV-apparaten i vardagsrummet, eller i allrummet.

### Fotnoter
1. ↑  Cattis Brändström (28 juli 2006). ”Budgetfixa ditt allrum”. Aftonbladet. http://www.aftonbladet.se/bostadinredning/article10866825.ab. Läst 2 april 2016.